# Banner (Illinois)
Banner és una població dels Estats Units a l'estat d'Illinois. Segons el cens del 2000 tenia 149 habitants.

## Demografia
Segons el cens del 2000, Banner tenia 149 habitants, 54 habitatges, i 44 famílies. La densitat de població era de 169,2 habitants/km².
Dels 54 habitatges en un 37% hi vivien nens de menys de 18 anys, en un 66,7% hi vivien parelles casades, en un 13% dones solteres, i en un 16,7% no eren unitats familiars. En l'11,1% dels habitatges hi vivien persones soles el 5,6% de les quals corresponia a persones de 65 anys o més que vivien soles. El nombre mitjà de persones vivint en cada habitatge era de 2,76 i el nombre mitjà de persones que vivien en cada família era de 2,87.
Per edats la població es repartia de la següent manera: un 28,2% tenia menys de 18 anys, un 6% entre 18 i 24, un 34,9% entre 25 i 44, un 18,1% de 45 a 60 i un 12,8% 65 anys o més.
L'edat mediana era de 34 anys. Per cada 100 dones de 18 o més anys hi havia 98,1 homes.
La renda mediana per habitatge era de 31.250 $ i la renda mediana per família de 28.125 $. Els homes tenien una renda mediana de 26.528 $ mentre que les dones 17.000 $. La renda per capita de la població era de 13.101 $. Aproximadament l'11,6% de les famílies i el 19,1% de la població estaven per davall del llindar de pobresa.

## Poblacions més properes
El següent diagrama mostra les poblacions més properes.